# Madone Lochis
La Madone Lochis(en italien, Madonna Lochis), ou Vierge Lochis, est une peinture en détrempe sur panneau de Giovanni Bellini, réalisée vers 1475. Elle est conservée à l'Académie Carrara de Bergame. Elle provient des collections Lochis, ce qui lui a donné son nom.

## Description
Le tableau est signé IOANNES BELLINVS sur un cartellino, un petit parchemin attaché à la balustrade de marbre dans la partie inférieure au premier plan. L'œuvre date du début de la phase de maturité du peintre, bien qu'il reste influencé par l'approche sculpturale d'Andrea Mantegna, au moins pour ce qui est des draperies des vêtements.
L'œuvre est à rapprocher de la Vierge Alzano également conservée à l'Académie Carrara ou de la Vierge aux chérubins rouges conservée aux Galeries de l'Accademia de Venise, du même auteur. 